# Simulium zonatum
Simulium zonatum es una especie de insecto del género Simulium, familia Simuliidae, orden Diptera.

## Distribución
Se distribuye por Malaya, Sumatra.

## Taxonomía
Fue descrita científicamente por Edwards, 1934. Fue publicada en Deutsche Limnologische Sunda Expedition. The Simuliidae (Diptera) of Java and Sumatra. 13: 92-138.